# 51-я пехотная дивизия (Российская империя)
51-я пехотная дивизия — пехотное соединение в составе российской императорской армии
Штаб дивизии: Кутаис. Входила во 2-й Кавказский армейский корпус.

### Боевые действия
Дивизия — участница Люблин-Холмского сражения 9 — 22 июля 1915 г.

На долю II Кавказского корпуса генералов Мищенко и Бека Мехмандорова выпали самые трудные бои германского фронта — Сувалки, Сохачев, Бзура, Прасныш, Любачев на Сане, Холм, Влодава, Вильна. И во всех этих сражениях, как и вообще за всю войну, II Кавказский корпус не оставил неприятелю ни одного трофея, не потерял ни одного орудия. Явление, неслыханное ни в одной армии, ни союзной, ни неприятельской. С первых же своих боёв в Августовских лесах кавказские гренадеры получили от восточнопрусских гренадер прозвание жёлтых дьяволов. Контратака эриванцев выручила тогда всю нашу 10-ю армию. Не отставала от гренадер и молодая 51-я пехотная дивизия.— А. А. Керсновский. История русской армии

В связи с активными выступлениями контрреволюции многие части действующей армии принимали решение о своей готовности встать на защиту Советской власти с оружием в руках. Так, 27 ноября солдаты 51-й пехотной дивизии заявили, что «с оружием в руках готовы по первому зову Народных Комиссаров выступить против врагов революционной демократии для беспощадного подавления жалких банд Каледина, Милюкова и др.» (ЦГВИА, ф. 2106, оп. 1, д. 1162, л. 22).— Октябрьская революция и армия. — М.: Наука, 1973

## Состав дивизии
- 1-я бригада (Кутаис)
  - 201-й пехотный Потийский полк
  - 202-й пехотный Горийский полк
- 2-я бригада (Батум)
  - 203-й пехотный Сухумский полк
  - 204-й пехотный Ардагано-Михайловский полк
- 51-я артиллерийская бригада (Кутаис, горный дивизион — Гори)

## Командование дивизии
(Командующий в дореволюционной терминологии означал временно исполняющего обязанности начальника или командира. Должности начальника дивизии соответствовал чин генерал-лейтенанта, и при назначении на эту должность генерал-майоров они оставались командующими до момента своего производства в генерал-лейтенанты).

### Начальники дивизии
- 24.10.1910 — 31.12.1913 — генерал-лейтенант Огановский, Пётр Иванович
- 31.12.1913 — 22.12.1914 — генерал-лейтенант Воронов, Николай Михайлович
- 22.12.1914 — 02.04.1917[4] — генерал-лейтенант Бенескул, Владимир Онуфриевич
- 07.04.1917 — 14.08.1917 — командующий генерал-майор Гржибовский, Михаил Фелицианович
- 14.08.1917 — хх.хх.хххх — командующий генерал-майор князь Гедеванов, Александр Константинович

### Начальники штаба дивизии
- 09.06.1904 — 06.03.1905 — полковник Братанов, Василий Николаевич
- 23.03.1905 — 24.04.1906 — и. д. подполковник Васильев, Михаил Николаевич
- 29.05.1910 — 19.10.1914 — полковник Воскресенский, Владимир Иванович
- 28.11.1914 — 29.11.1915 — и. д. подполковник (с 06.12.1914 полковник) Чернавин, Виктор Васильевич
- 29.11.1915 — 20.06.1917 — и. д. подполковник (с 06.12.1916 полковник) Бесядовский, Константин Иванович
- 31.07.1917 — хх.хх.хххх — и. д. капитан (с 15.08.1917 подполковник) Шацкий, Валентин Петрович

### Командиры 1-й бригады
После начала Первой мировой войны в дивизии была оставлена должность только одного бригадного командира, именовавшегося командиром бригады 51-й пехотной дивизии. 
- 01.06.1904 — 13.07.1906 — генерал-майор Аврамов, Дмитрий Иванович
- 04.11.1911 — 04.07.1913 — генерал-майор Быков, Александр Михайлович
- 04.06.1913 — 14.11.1915 — генерал-майор Бергау, Иван Августович
- 21.08.1915 — 10.08.1916 — генерал-майор Коченгин, Павел Фортунатович
- 02.09.1916 — 19.09.1916 — генерал-майор Бонч-Богдановский, Александр Михайлович
- 28.09.1916 — 07.04.1917 — генерал-майор Гржибовский, Михаил Фелицианович
- 29.04.1917 — после 23.09.1917 — полковник (с 23.09.1917 генерал-майор) Вишняков, Георгий Евгеньевич

### Командиры 2-й бригады
- 15.06.1910 — 29.07.1914 — генерал-майор Скорняков, Александр Николаевич

### Командиры 51-й артиллерийской бригады
- 11.04.1907 — 26.10.1910 — генерал-майор Шифнер, Мейнгард Антонович
- 12.11.1910 — 29.11.1912 — генерал-майор Карпович, Иван Александрович
- 29.11.1912 — 09.01.1916 — генерал-майор Мартынов, Александр Владимирович
- 24.01.1916 — 09.06.1917 — полковник (с 17.04.1916 генерал-майор) Крутиков, Николай Александрович
- 20.06.1917 — хх.хх.хххх — командующий полковник Петров, Иван Васильевич